# Chris Ogbonnaya
Chris Ogbonnaya (Missouri City, 20 maggio 1986) è un ex giocatore di football americano statunitense che ha militato nel ruolo di running back nella National Football League (NFL). Fu scelto nel corso del settimo giro (211º assoluto) del Draft NFL 2009 dai St. Louis Rams. Al college ha giocato a football allo Strake Jesuit College Preparatory e all’Università del Texas a Austin con cui vinse il campionato NCAA nel 2005.

## Carriera professionistica

### St. Louis Rams
Ogbonnaya fu scelto dai Rams nel corso del settimo giro del Draft 2009. Il 19 luglio 2009 firmò un contratto quadriennale, comprendente 66.000 dollari di bonus alla firma. Il 28 novembre 2009 fu promosso nel roster attivo.

### Houston Texans
Ogbonnaya firmò per far parte della squadra di allenamento degli Houston Texans il 5 settembre 2010. Firmò nuovamente nel 2011 ancora per far parte della squadra di allenamento e fu promosso nel roster attivo il 27 settembre 2011. Successivamente fu svincolato e firmò nuovamente per la squadra di allenamento.

### Cleveland Browns
Chirs passò alla squadra di allenamento dei Cleveland Browns il 17 ottobre 2011. La domenica successiva debuttò con la squadra correndo tre volte per 15 yard e ricevendo 5 passaggi per 43 yard. Successivamente giocò alla grande contro St. Louis Rams e Jacksonville Jaguars totalizzando 205 yard e segnando un touchdown su corsa.
Il 7 ottobre 2012 contro i New York Giants, Ogbonnaya ricevette un passaggio dal quarterback Brandon Weeden della lunghezza di 38 yard, la ricezione maggiore della sua carriera.
Il 14 marzo 2013, Ogbonnaya firmò un nuovo contratto biennale coi Browns.

## Statistiche
| Partite totali      | 46  |
| Partite da titolare | 12  |
| Yard corse          | 660 |
| Touchdown su corsa  | 1   |

Statistiche aggiornate alla stagione 2013